# 유동효
유동효(1965년 4월 16일 ~)는 KBO 리그의 전 야구 선수다.

## 출신 학교
- 부산고등학교
- 동아대학교

## 같이 보기
- 1990년 쌍방울 레이더스 시즌
- 1991년 쌍방울 레이더스 시즌
- 1994년 롯데 자이언츠 시즌